# チャウルチ
チャウルチ(モンゴル語: Ča'urči,? - ?)とは、モンゴル帝国に仕えたカルルク部出身の武将の一人。『元史』における漢字表記は抄児赤（chāoérchì）で、南宋の捕虜となっていた時代につけられた沙全という漢名でも知られる。

## 概要
チャウルチの父シャーディー(沙的)は元来中央アジアに住まうカルルク部の出身であったが、モンゴル帝国に仕えるようになって元々の住居を離れ東アジア方面に移住した。チンギス・カンの金朝遠征時には南柳泉を守るよう命じられ、以後シャーディーの家系はこの地を本拠地とするようになった。シャーディーの息子チャウルチは5歳の時に南宋軍の捕虜となり、18歳にして南宋の将軍劉整の幕下に入ることになった。南宋の人々はチャウルチの父の名前(沙的)から沙を姓とし、また全という名を与え、チャウルチを沙全という姓名で呼んだ。
1261年(中統2年)に劉整は瀘州とともにモンゴルに投降し、チャウルチもこれに同行した。これを察知した南宋は軍を派道したがチャウルチの力戦によって劉整らは無事モンゴル側に逃れ、チャウルチはモンゴルにおいて管軍百戸に任じられた。これ以後、チャウルチは劉整の配下で南宋軍との戦いに従事するようになり、1266年(至元3年)には雲頂山にて南宋の将軍夏貴の軍勢を破った。1268年(至元5年)からは南宋の要衝たる襄陽の包囲戦(襄陽・樊城の戦い)に参加し、劉整の命によってチャウルチは仙人山・陳家洞といった周辺の南宋軍の拠点を攻略し、千人隊長に昇格となった。その後、樊城が陥落するとチャウルチは再び劉整と合流し、淮河を渡った先で南宋の陳安撫と戦いこれを破った。
1275年(至元12年)に襄陽が陥落しバヤンを総司令とする南宋全面侵攻が始まると、チャウルチはアジュの率いる軍団に所属し淮東一帯に侵攻した。アジュ軍は張世傑・孫虎臣率いる南宋の軍団と焦山にて激突したが、水陸両面から進行するモンゴル軍を南宋軍は防ぎきれず敗走し、この戦いでチャウルチは敵の将士33人を捕虜にする功績を挙げた。その後は常州攻めに加わってこれを攻略し、さらに勝利に乗じて沿海の諸城も下した。最終的には華亭にまで進出し、華亭軍民ダルガチに任じられた。
その後、華亭県が昇格して松江府となると、チャウルチはそのダルガチに任じられた。この頃、盗賊が数多く発生し、多い時には数千人を数えたが、チャウルチは武力で討伐せず悉く招来し境内を安定させたという。そのため松江万戸府ダルガチに改められ、軍政にも携わるようになった。1285年(至元22年)にはクビライに召喚され、隆興万戸府ダルガチに任じられた。クビライは松江を沿岸の重要地帯であるとして引き続きチャウルチに駐屯させたが、それからほどなくして任官したまま亡くなった。